# Uebachtal

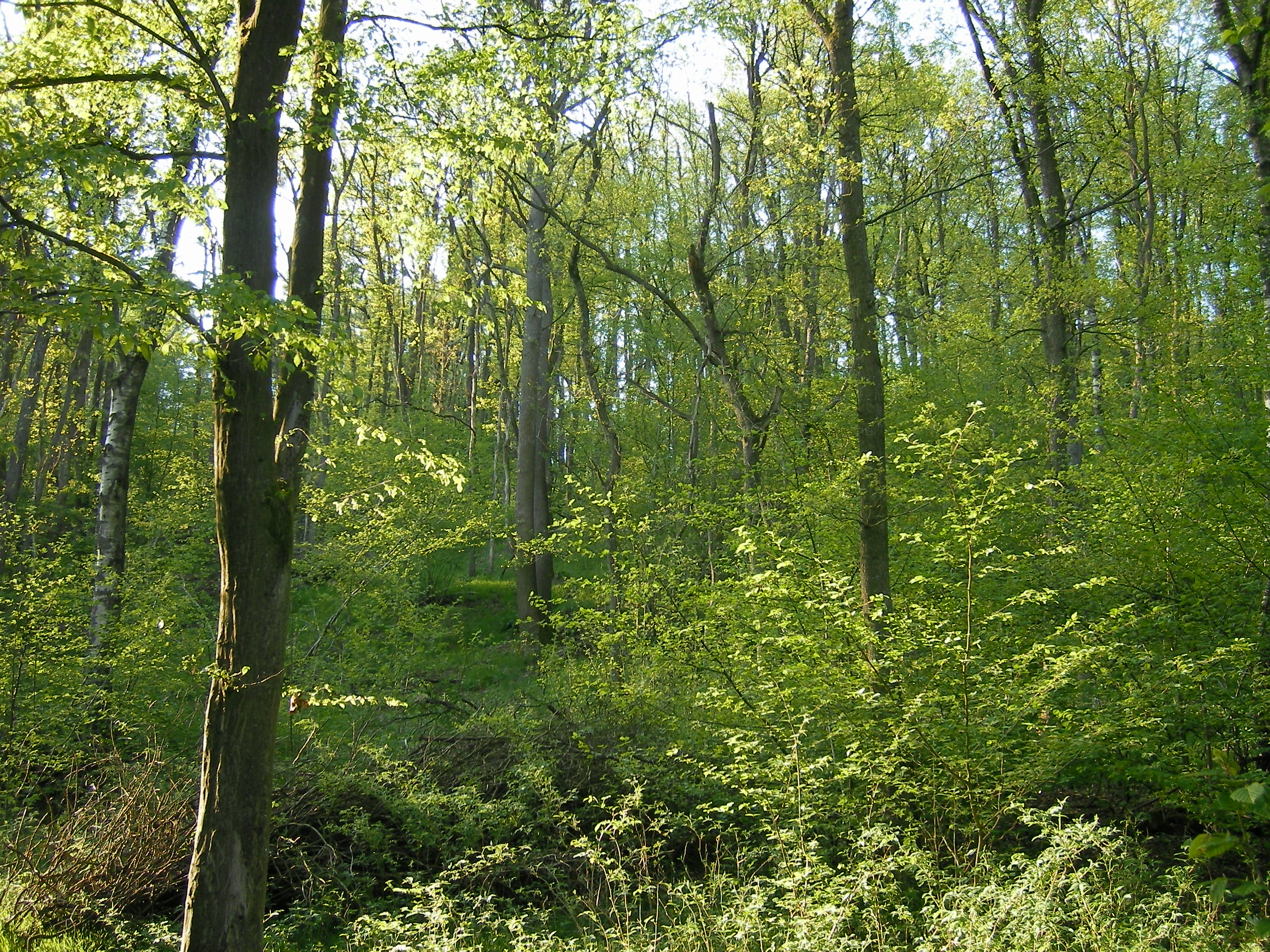
Blick durch den artenreichen Mischwald im Mai 2008, hier kommen auch seltene Pflanzenarten vor.

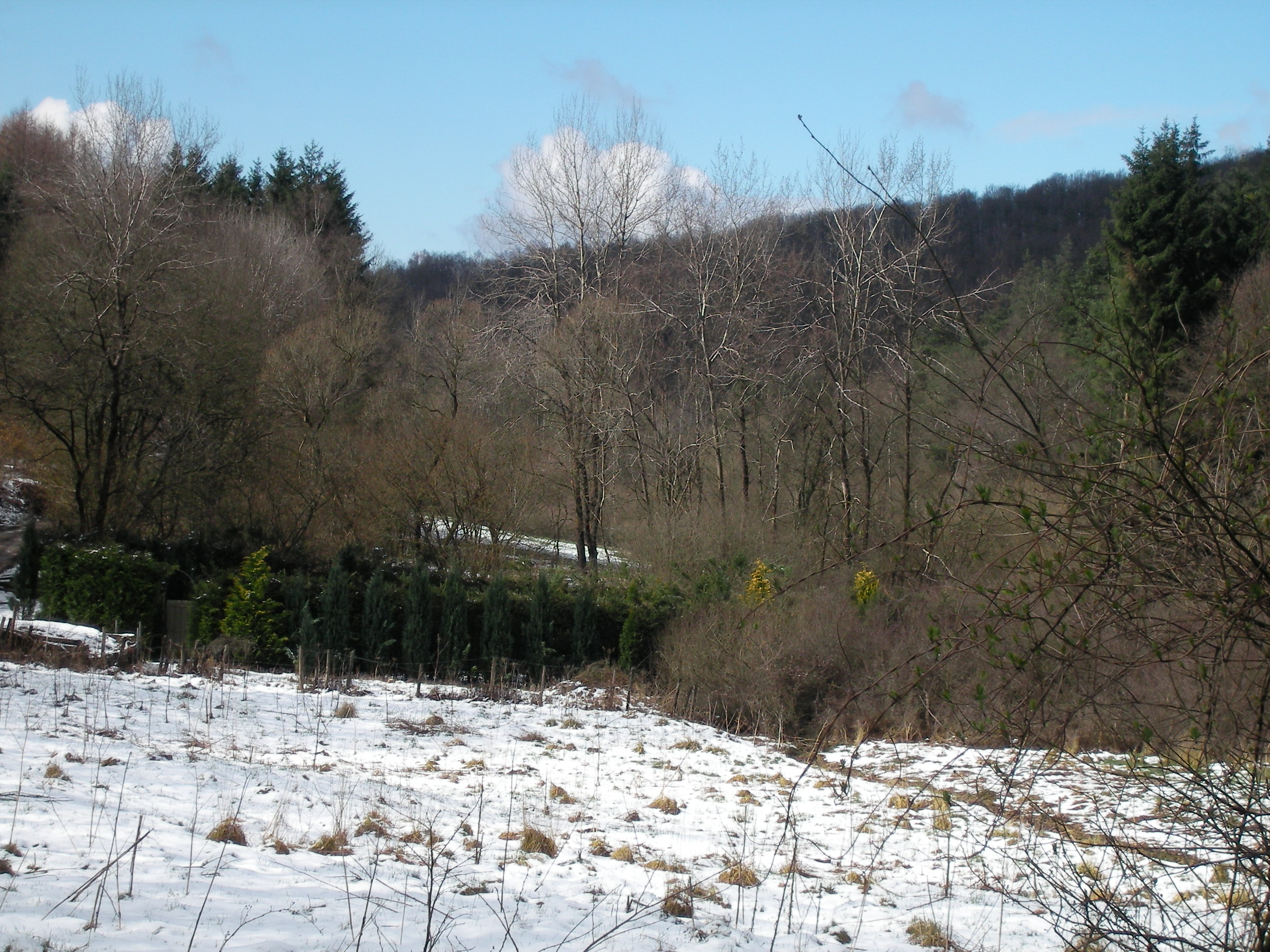
Blick durch das Tal

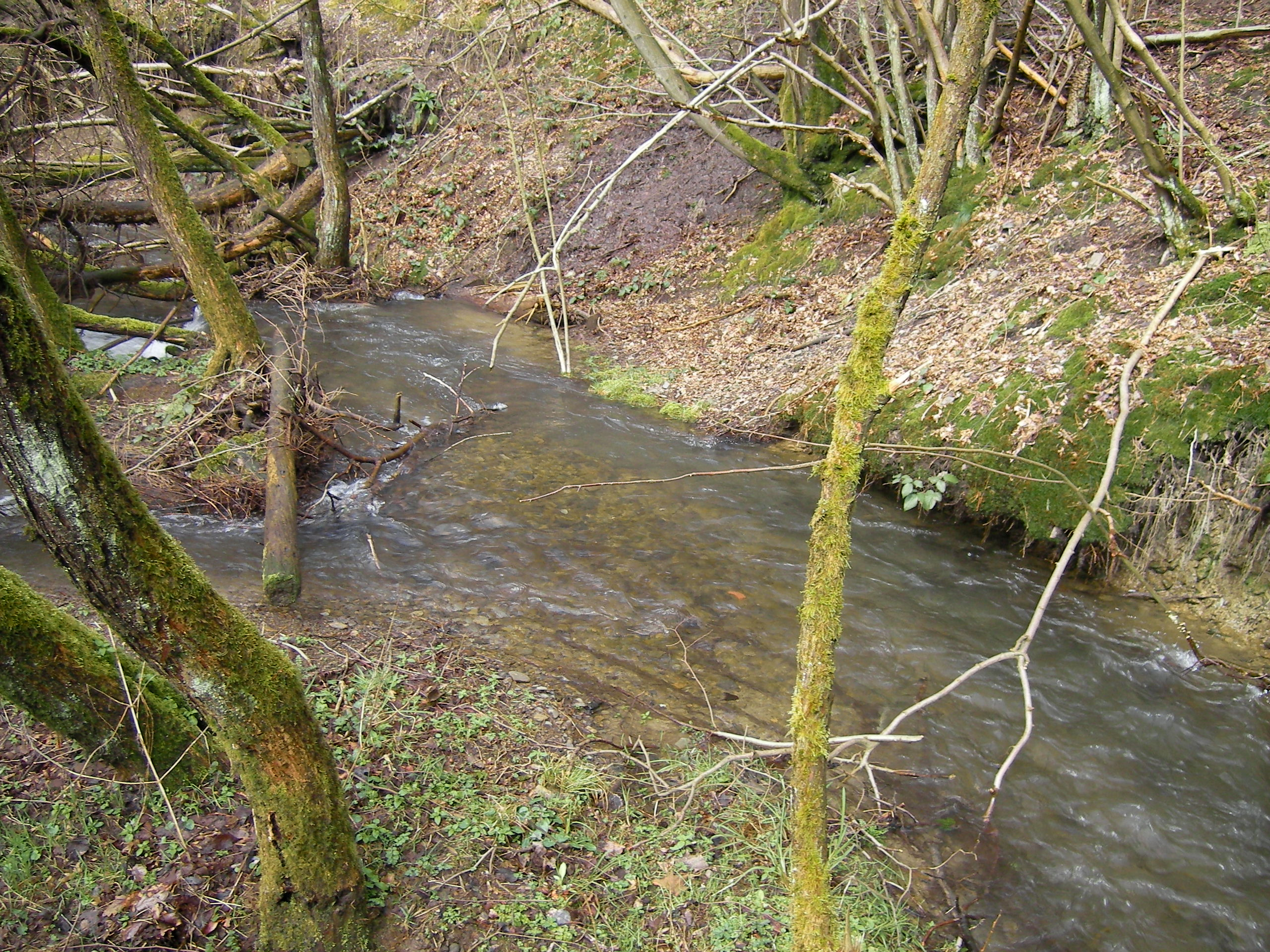
Der namensgebende Bach Uebach

Das Naturschutzgebiet Uebachtal umfasst rund 16,9 ha. Es liegt zwischen Niederndorf und Oberschelden.

## Beschreibung
Die Fläche ist zum größten Teil mit Wald bedeckt. Im „Zentrum“, dem Tal, fließt der kleine Bach Uebach, welcher durch zufließende Rinnsale immer mehr an Volumen gewinnt. Die Felder, die er durchfließt, sind entweder zu Wildwiesen umgewandelt, oder werden (nur im vorderen, westlich gelegenen Teil des Gebietes) landwirtschaftlich genutzt. Die im Schutzgebiet liegenden Fischweiher sollen möglichst naturnah gehalten werden. Die Wälder bestehen vor allem aus Laubmischwald und Waldkiefernwald; im östlichen Schutzgebiet bedecken Fichten eine größere Fläche. Das Fichtengebiet wird aber in Zukunft aufgeforstet werden, damit auch dieses möglichst naturnah mit Laubmischwald bedeckt sein wird. Zu den Bäumen im Gebiet zählen unter anderem Waldkiefer, Stieleiche, Rotbuche, Birken, Weiden, Fichten und Erlen. Unter den Sträuchern finden sich vor allem Haselnuss (Gemeine Hasel) und Ginsterbüsche. Das 16,9 Hektar große Naturschutzgebiet wurde am 18. Dezember 2003 beschlossen. Es liegt in einer Höhe zwischen 280 und 350 Meter über dem Meeresspiegel. Ziel ist die Erhaltung des naturnahen Ökosystems mit den dort heimischen bedrohten Tier- und Pflanzenarten. Im Gegensatz zu den meisten anderen Wäldern des Siegerlandes ist das Uebachtal vom Orkan Kyrill (18. und 19. Januar 2007) beinahe gänzlich verschont geblieben, lediglich die Fichten- und Kieferngebiete haben Windbruch erlitten.

## Fauna
Unter den Tieren des Schutzgebietes finden sich verschiedene Reptilien wie zum Beispiel Ringelnattern, Waldeidechsen und auch, an ganz wenigen Stellen, Kreuzottern, Säugetiere sind unter anderem durch Rot- und Damwild, Wildschweine, Eichhörnchen, Mäuse, Maulwürfe, Marder und Füchse vertreten. Von den zahlreichen Vögeln des Gebietes sind vor allem Amsel, Meisen, Buntspecht, Eisvogel, Wasseramsel,  Elster, Eichelhäher, Krähen, Drosseln, Rotkehlchen, Graureiher, Mäusebussard, Rotmilan und (seltener) auch Habicht und Sperber zu sehen. Unter den Gliederfüßern finden sich zahlreiche Libellenarten, unzählige Käfer, sehr viele Spinnen und auch Hautflügler, Fliegen und Asseln. Amphibien sind, unter anderen, durch Erdkröten, Laubfrösche, Springfrösche und Salamander vertreten. Für sie bilden die Gewässer des  gesamten Tals wichtige Brutgebiete. Im Bach leben und brüten auch einige Schwärme Bachforellen.